# SBB IC2000
De IC 2000 is een serie dubbeldeks-rijtuigen voor het langeafstand personenvervoer van de Schweizerische Bundesbahnen (SBB). De serie rijdt permanent gekoppeld met een elektrische locomotief van het type Re 460.

## Geschiedenis
Van deze treinen werden de personenrijtuigen ontwikkeld en gebouwd door Schindler Waggon AG in Pratteln. De ruwbouw van de personenrijtuigen vond plaats bij Flug- und Fahrzeugwerke Altenrhein in Altenrhein. De draaistellen werden door gebouwd door FIAT-SIG in Neuhausen am Rheinfall (onderdeel van Alstom).
De locomotieven van het type Re 460 werden ontwikkeld en gebouwd door Schweizerische Lokomotiv- und Maschinenfabrik (SLM) in Winterthur. Deze locomotieven zijn in dezelfde periode ontwikkeld als de rijtuigen, maar zijn naast de inzet in combinatie met IC 2000-rijtuigen ook bedoeld voor reguliere intercitytreinen.

## Constructie en techniek
De rijtuigen zijn opgebouwd uit een aluminium frame, het stuurstandrijtuig heeft een frontdeel van GVK. De meeste rijtuigen hebben twee balkons op de lage verdieping en een personenafdeling tussen beide balkons. Vanaf het balkon is er een brede wenteltrap naar de bovenverdieping. De rijtuigen zijn uitgerust met luchtvering. De overgang van de verschillende rijtuigen bevindt zich als een vlakke vloer op de bovenste verdieping. Twee treinstellen zijn uitgerust met een Starbucks-restauratieafdeling. Deze worden uitsluitend ingezet tussen Zürich en Genève.
In elk rijtuig bevinden zich een of twee airconditioning installaties die als solo-installatie werken. De temperatuur is ingesteld op 22 °C. Handmatig kan deze ± 2 °C worden verhoogd of verlaagd. Alleen de lucht uit het toilet wordt door ventilatoren rechtstreeks naar de buitenlucht afgevoerd. De A, B en WR-rijtuigen hebben twee airconditioningsunits, de AD en Bt-rijtuigen hebben één airconditioningsunit, de Bt-rijtuigen hebben daarnaast een airconditioningsunit voor de machinist.
De rijtuigen zijn op de onderste verdieping voorzien van een of twee toiletten. De toiletdeur is uitgerust met een magnetisch slot, die automatisch sluit bij een volle vuilwatertank of een storing aan het systeem. Daarnaast bevinden zich op de onderste verdieping diverse elektrische en pneumatische installaties.

### Treinstamlengte
Een normale treinstam is samengesteld met tien rijtuigen, alhoewel er ook stammen zijn met minder rijtuigen voor rustigere lijnen. Een stam met tien rijtuigen is als volgt samengesteld:
Bt + B + B + B + B + B + BR/WRB + A + A + AD + Re 460
Het komt geregeld voor dat een treinstam versterkt wordt met twee of drie rijtuigen (zowel met als zonder stuurstandrijtuig) van het type EW IV.

### Rijtuigtypes
Er bestaan grofweg vijf soorten rijtuigen in de IC2000-serie:
- Bt: Een stuurstandrijtuig met 98 zitplaatsen in de tweede klasse. Bij levering werden deze rijtuigen aangemerkt als rookvrij. Op de onderste verdieping is een multifunctionele ruimte voor het stallen van maximaal zeven fietsen en bagage, in de winter worden daarnaast speciale klemmen voor het stallen van ski's geplaatst. Een deel van de bovenste verdieping is als kinderspeelafdeling ingericht.
- B: een regulier rijtuig met 126 zitplaatsen, verdeeld over beide verdiepingen.
- BR/WRB: restauratierijtuig. Er zijn twee soorten restauratierijtuigen in gebruik, de BR en de WRB. De BR heeft op de onderste verdieping een kleine bistroafdeling, de WRB heeft daarnaast een restauratieafdeling op de bovenste verdieping. De BR-rijtuigen hebben daarnaast ook zitplaatsen voor de tweede klasse op de bovenste verdieping.
- A: een regulier eerste klasse-rijtuig met 86 zitplaatsen, verdeeld over beide verdiepingen.
- AD: een rijtuig met 61 zitplaatsen eerste klasse, een conducteursruimte en een ruimte voor rolstoelgebruikers. In de onderste verdieping bevindt zich tussen beide balkons een voor rolstoelen toegankelijk toilet. Ter hoogte van de conducteursruimte op de lage verdieping is een kleine lift ingebouwd, voor het van verdieping laten wisselen van de verrijdbare minibar. Daarnaast is onderin ruimte voor bagage.

### Nummering
| Aantal                                   | Type   | UIC nummers                                   |
| ---------------------------------------- | ------ | --------------------------------------------- |
| 86                                       | A      | 50 85 16-94 000 - 085                         |
| 149                                      | B      | 50 85 26-94 000 - 148                         |
| 40                                       | Bt     | 50 85 26-94 900 - 939                         |
| 40                                       | AD     | 50 85 86-94 000 - 039                         |
| 26                                       | BR WRB | 50 85 88-94 000 - 015 1 50 85 66-94 016 - 025 |
| 119                                      | Re 460 | 460 000 - 460 118                             |
| 1: geleverd als BR 50 85 66-94 000 - 015 |        |                                               |

## Treindiensten
De treinstammen worden planmatig op de volgende verbindingen ingezet:
- St.Gallen - Zürich - Bern - Lausanne - Genève - Genève Aéroport
- Romanshorn - Zürich - Bern - Brig
- Basel - Olten - Bern - Interlaken (alleen op bepaalde tijden)
- Biel - Bern
- Luzern - Zürich (- Zürich Flughafen)
- Bern - Burgdorf - Olten
- Basel - Zürich (- Zürich Flughafen) (alleen op bepaalde tijden)
- Basel - Zürich (- Chur) (alleen op bepaalde tijden)